# Тръстеник (окръг Тулча)
Вижте пояснителната страница за други значения на Тръстеник.
Тръстеник (на румънски: Trestenic) е село в окръг Тулча, Румъния. Селото има 2834 жители (2002). Тръстеник е част от Община Налбант, заедно с едноименното село Налбант и село Башкьой (Николае Бълческу). Има население от 458 души.

## История
До 1940 година Тръстеник е с преобладаващо българско население, което се изселва в България по силата на подписаната през септември същата година Крайовска спогодба.